# هوس الحمية الغذائية

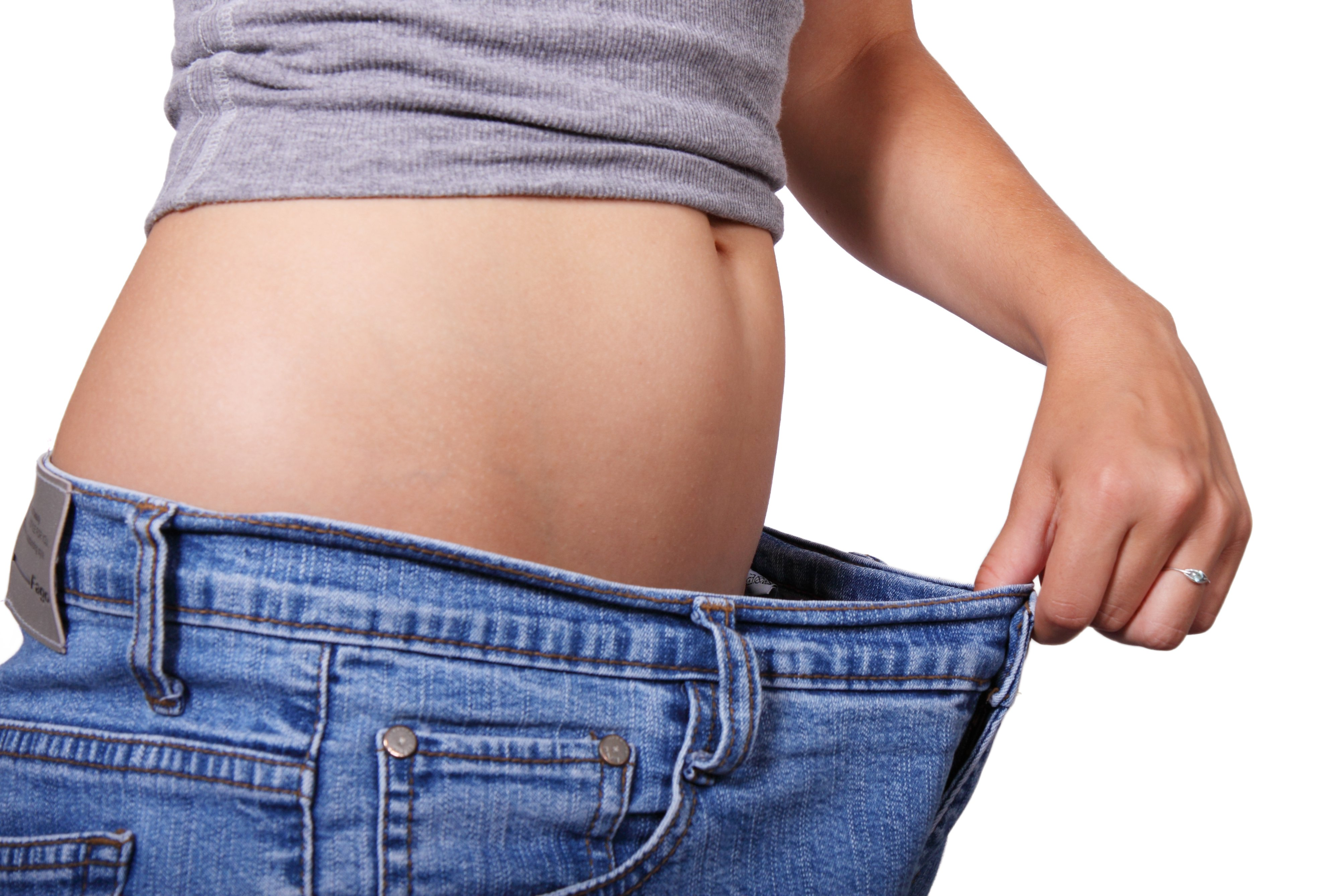

هوس الحمية الغذائية هو اتباع أنظمة غذائية لإنقاص الوزن تعتمِد على الإقلال من الطعام مُدة مُعينة ووعودًا بخُسارة الوزن وكذلك العديد من المزايا الصحية الأُخرى كحياة أطول، وإن كان ذلك غير مسنود بقوة من العًلم، وفي كثير من الأحيان يؤيد المشاهير هذا النوع من الأنظمة الغذائية مما يُولد عائدا كبيرا لمُبدعيه.

## الوصف
وقد نشأ السوق التنافُسي للأنظمة الغذائية الصحية في القرن التاسع عشر في العالم المُتقدم نتيجة لهجرة وتصنيع الإمدادات الغذائية وكذلك تسليعهم بدأوا في تقويض أي إضعاف الأنظمة الغذائية التقليدية، كما أن النتائج الصحية لهذا النوع من لأنظمة الغذائية أصبحت أكثر وضوحًا.
ووصفها مات فيتزجيرالد في قوله: " إن هذا النظام الحديث للتغذية الغذائية ما هو إلا مجموعة من العديد من الأنظمة الفرعية التي تسعى دائمًا للتفوق والتميز، مثلها كمثل السلع الاستهلاكية في الأسواق التجارية، كل نظام غذائى يحمل اسم تجارى ويُسوق على أساس أنه الأفضل من الأنظمة الأُخرى المُنافسة. وتتألف البرامج التوظيفية للأنظمة الغذائية الصحية بشكل كُلى من مجموعة من الجهود التي تستهدف وتعتمد على إقناع مُتبعيها بأن نظامهم الغذائى هو الأفضل صحيًا.
هذه الأنظمة الغذائية تعتمد على جذب هؤلاء الراغبين في خسارة الوزن وتثيبت ما توصلوا إليه من وزن جديد وكذلك هؤلاء الراغبين في المحافظة على عادات غذائية صحية وسليمة والابتعاد عن كل ما هو ضار وسى ئ من غذاء في العالم.
إن أغلب هذه الأنظمة الغذائية تعتمد في الواقع على علوم زائفة غير ملموسة بشكل قوى في الواقع. وطبقًا لكلية الطب التابعة لجامعة بوسطن:«إن 98% من هؤلاء الذين خسروا بعض من الوزن، يعيدون اكتسابه مرة أخرى وهذا يرجع إلى أن أغلبهم يرجعون إلى ما كانوا عليه قبل إتباع النظام الغذائى من عادات غذائية سيئة».

## النصيحة الرئيسية للنظام الغذائى
وفقًا لقول ماريون نستله "Marion Nestle" إن التغذية الصحية أمر بسيط ويمكن تلخيصها في عشرة كلمات وهم (كُل أقل، تحرك أكثر، وكُل العديد من الفواكه والخضروات) كذلك يجب تجنب الإكثار من الوجبات السريعة، فإذا اتبعت تلك النصائح ستجد صحتك أفضل وسوف تتجنب العديد من الأمراض العضوية الناتجة عن عادات التغذية السيئة وهذه النصائح هي الأساس الثابت والتي لم تتغير طوال نصف قرن كامل على الرغم من ظهور أنظمة غذائية حديثة عديدة.
ويوضح ديفيد كاتز في 2014 أن كثير من الأنظمة الغذاية التي ظهرت بين الناس حديثًا والتي تعتمد على استبعاد أنواع معين من الطعام بشكل كامل، أثبتت فشلها في الجمع بين ما يُغترض أن نتبعه في حياتنا وما نقوم به بالفعل.